# Har Ben Zimra
Har Ben Zimra (hebreiska: הר בן זמרה) är ett berg i Israel.   Det ligger i distriktet Norra distriktet, i den norra delen av landet. Toppen på Har Ben Zimra är 794 meter över havet.
Terrängen runt Har Ben Zimra är kuperad.Runt Har Ben Zimra är det tätbefolkat, med 659 invånare per kvadratkilometer. Närmaste större samhälle är Safed, 8,3 km söder om Har Ben Zimra. Trakten runt Har Ben Zimra består till största delen av jordbruksmark.